# Delias dorylaea
Delias dorylaea är en fjärilsart som beskrevs av Felder 1865. Delias dorylaea ingår i släktet Delias och familjen vitfjärilar. Inga underarter finns listade i Catalogue of Life.